# Protandrena irwini
Protandrena irwini är en biart som beskrevs av Timberlake 1976. Protandrena irwini ingår i släktet Protandrena och familjen grävbin. Inga underarter finns listade i Catalogue of Life.